# Necromanis
A Necromanis az emlősök (Mammalia) osztályának tobzoskák (Pholidota) rendjébe, ezen belül egy ma még ismeretlen tobzoska családba tartozó fosszilis nem.

## Tudnivalók
A Necromanis (magyarul: „halott tobzoska”), egy fosszilis tobzoska nem, amely az oligocén és a miocén korokban élt, a mai Franciaország területén. A Necromanis, az eocén kori Eomanis leszármazottja lehet. Korábban igazi tobzoskafélének (Manidae) vélték, azonban a további kutatások egy ősibb ágra utalnak; úgyhogy manapság a családja bizonytalan helyzetű. Az igazi tobzoskafélék, valamint a fosszilis Patriomanidae család a Necromanis ágával együtt alkotják a Manoidea öregcsaládot.
A maradványok tanulmányozása, azt mutatja, hogy e nem fajai nagyon hasonlítottak a ma is létező Manis-fajokhoz. Testfelépítésük, táplálékuk és életmódjuk majdnem azonos lehetett.

## Rendszerezés
A nembe az alábbi 2 faj tartozik:
- Necromanis franconica (Quenstedt, 1886) - típusfaj
- Necromanis parva Koenigswald, 1969

Rövid ideig egy harmadik faj is ide volt sorolva, az úgynevezett Necromanis quercyi; azonban az újabb felfedezések következtében, az állat átlet sorolva, illetve nevezve Teutomanis quercyinak.

## Fordítás
- Ez a szócikk részben vagy egészben  a   Necromanis című angol Wikipédia-szócikk ezen változatának fordításán alapul.  Az eredeti cikk szerkesztőit annak laptörténete sorolja fel. Ez a jelzés csupán a megfogalmazás eredetét és a szerzői jogokat jelzi, nem szolgál a cikkben szereplő információk forrásmegjelöléseként.